# Fred Williams (contrabassist)
Fred Williams (1940) is een Amerikaanse jazzmuzikant (contrabas, e-bas).

## Biografie
Williams speelde rond 1960 in Washington D.C. in het kwintet van de percussionist Buck Clarke (Cool Hands, 1960), eind decennium met de saxofonist Mickey Fields en de vibrafonist en fluitist Jimmy Wells. Tijdens de jaren 1970 ontstonden opnamen met de band van Byron Morris en Gerald Wise (Unity, 1972) en met Frank Lowe (Doctor Too-Much, 1977). Met het Phillip Wilson Quartet (met Olu Dara en Frank Lowe) trad hij in 1978 op tijdens het Moers Festival. Begin jaren 1980 was hij lid van het Lester Bowie Ensemble, waarmee hij in 1982 speelde op de Jazzbühne Berlin en meewerkte aan diens albums The Great Pretender (ECM Records, 1981) en All the Magic (ECM Records, 1982). In 1989 werkte hij met Archie Shepp en Francisco Mondragon Rio (Octiminus), in 1990 nog met Sonny Simmons (Global Jungle). De discograaf Tom Lord noteerde tussen 1959 en 1990 Williams betrokkenheid bij tien opnamesessies. Tijdens de jaren 1970 doceerde Williams in een door Marian McPartland ingesteld muziekpedagogisch programma in Washington D.C..